# Ecce Homo (chanson)
Pour les articles homonymes, voir Ecce homo (homonymie).
Ecce Homo est une chanson de Serge Gainsbourg parue en 1981 sur l'album Mauvaises nouvelles des étoiles. Cette chanson marque le début de "Gainsbarre", double provocateur de l'artiste qui sera mis en avant au sein de ses œuvres et des médias jusqu'à sa mort.
Après sa mort, une version avec des paroles alternatives intitulée Ecce Homo... et caetera est dévoilée.

## Contexte
Après la sortie de l'album Aux armes et caetera, la vie de Serge Gainsbourg est mouvementée, bien qu'il connaisse le succès qui se confirme avec le film Je vous aime dont il écrit la bande-son (avec le tube Dieu fumeur de havanes, qu'il interprète en duo avec Catherine Deneuve). Offensé par les propos calomnieux à son encontre dans les articles de presse, notamment au sujet de La Marseillaise, et se sentant artiste incompris, il se réfugie dans la vie des milieux noctambules et interlopes, consommant encore plus d'alcool et de tabac et délaissant la vie de famille. Ainsi, sa compagne Jane Birkin le quitte avec ses enfants.
En 1980, Serge rencontre une nouvelle égérie, Bambou, pour laquelle, une fois de plus, il ne peut s'empêcher de composer. Il lui fait chanter quelques titres qui ne rencontrent pas les faveurs du public (Made in China, paru en 1989). Il continue cependant d'écrire pour Jane Birkin, en particulier les albums Baby alone in Babylone et Amour des feintes.

## La naissance de "Gainsbarre"
Gainsbourg enregistre son nouvel album reggae à Nassau aux Bahamas, avec le même groupe que le précédent. On peut y entendre les paroles très personnelles de Ecce homo :
Eh ouais c'est moi Gainsbarre

On me trouve au hasard

Des night-clubs et des bars

Américains c'est bonnard

(...) Il est reggae hilare

Le cœur percé de part en part.
C'est le temps des boîtes de nuit, des beuveries, du noctambulisme, de la décrépitude physique... De plus en plus, « Gainsbarre » succède à Gainsbourg, avec une multitude d'apparitions télévisées plus ou moins alcoolisées. 
Avec ce double créé de toutes pièces, qui désormais va lui « coller à la peau » et dont il jouera en multipliant les provocations, il fortifie sa légende de poète maudit, mal rasé et ivre, apparaissant souvent en jean élimé, le visage bouffi caché par des lunettes noires et une Gitane à la bouche, ce qui lui vaut tantôt l'admiration, tantôt le dégoût. En septembre 1980, après plus de dix ans de vie commune, Jane Birkin n'en peut plus et le quitte. Elle admet lors d'une émission télévisée réalisée après sa mort : « J'avais beaucoup aimé Gainsbourg, mais j'avais peur de Gainsbarre. » À partir de cette période, il devient un phénomène de télévision de par son comportement provocateur qui déclenchera plusieurs scandales. Renaud s'inspirera plus de vingt années plus tard de l'ambivalence « Gainsbourg / Gainsbarre » pour sa chanson Docteur Renaud, Mister Renard, de l'album Boucan d'enfer, qui évoque une « descente aux enfers », présentant bien des similitudes.
Le « personnage de Gainsbarre », Serge Gainsbourg l'évoque pour la première fois en 1981 avec la chanson Ecce Homo (titre phare de l'album Mauvaises nouvelles des étoiles). 
Au lieu de mettre en scène la naissance de « Gainsbarre », la version alternative de ce morceau évoque la mort de Gainsbourg. Intitulée Ecce Homo et cætera, elle n'a été publiée qu'en 2003 sur un double CD réunissant nouveaux mixages, enregistrements inédits, versions dub et d'artistes jamaïcains. Selon Bambou, présente à Nassau, le fait que ce morceau ne fit surface qu'après sa mort était « intentionnel ».